# Hørdumstenen
Hørdumstenen (også omtalt som Thorstenen og Hørdum billedsten er en billedsten fra vikingetiden, der blev fundet i Hørdum ca. 20 km syd for Thy i Thisted Kommune, Danmark. Den afbilder en del af legenden om Thors besøg hos Hymer fra den nordiske mytologi, hvor guden Thor forsøger at fange Midgårdsormen.
Scenen kendes fra Hymiskviða, og den var populært motiv i vikingetidens kunst. Lignende afbildninger kendes fra tre andre billedersten; Altunastenen, Ardre billedsten og Gosforthkorset.
Stenen blev fundet i 1954 under gravearbejde for at opføre et nyt klokketårn ved siden af kirken, hvor den var blevet brugt trappesten med billedsiden nedad. Den var blevet anbragt der omkring år 1500.
Stenen er gnejs, og den er omkring 125 cm høj, er 50 cm bred på det breddeste sted og 40 cm tyk. Den er i dag opstillet i kirkens våbenhus.